# أناطولي فلاسوف
أناطولي فلاسوف (بالروسية: Анато́лий Алекса́ндрович Вла́сов) هو عالم فيزياء روسي.